# 六乡水门
六乡水门是一個位於東京都大田區南六鄉二丁目多摩川沿岸的一处水利设施，用途为南六乡排水厂出水口设施。

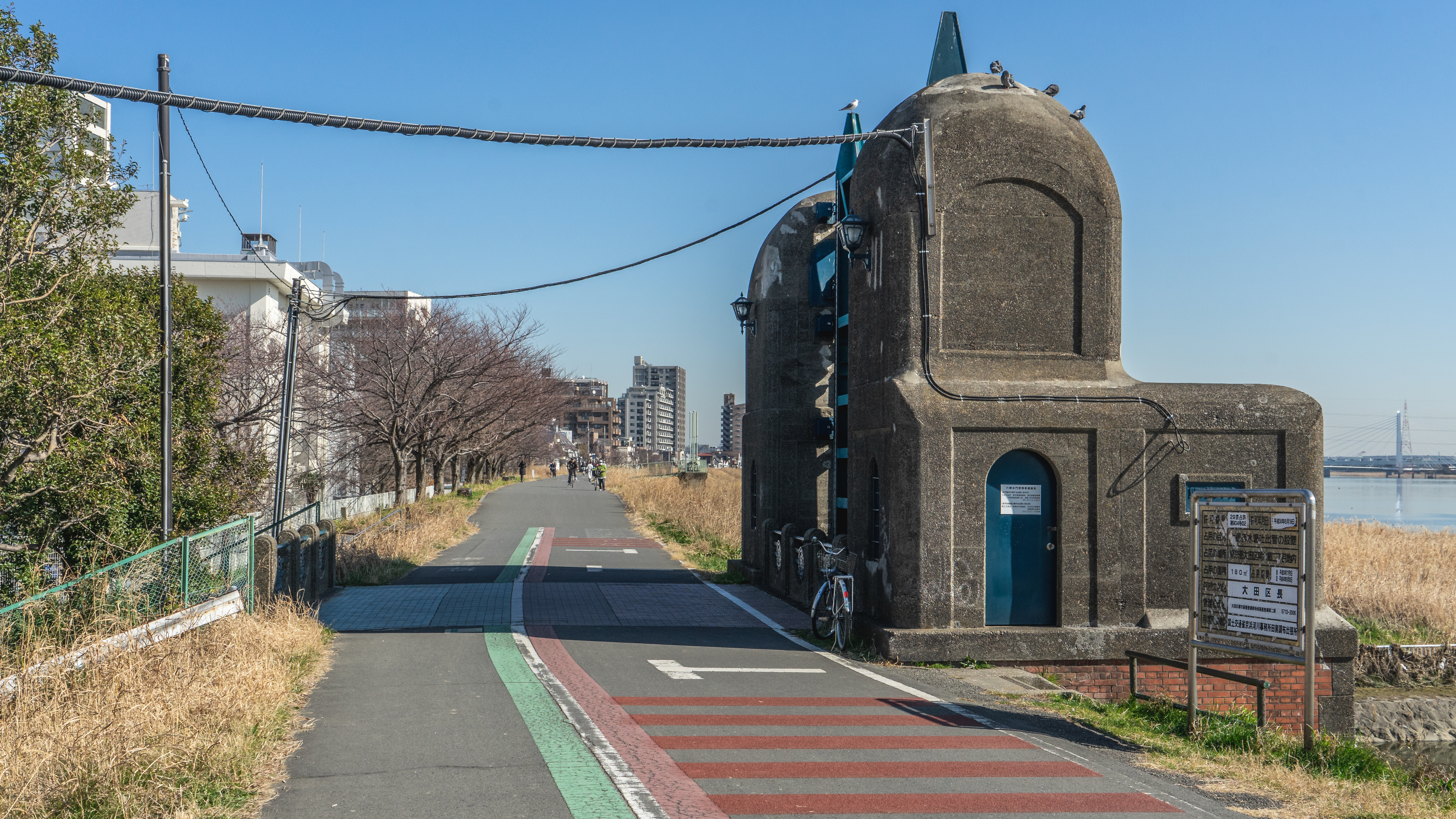
六乡水门侧面

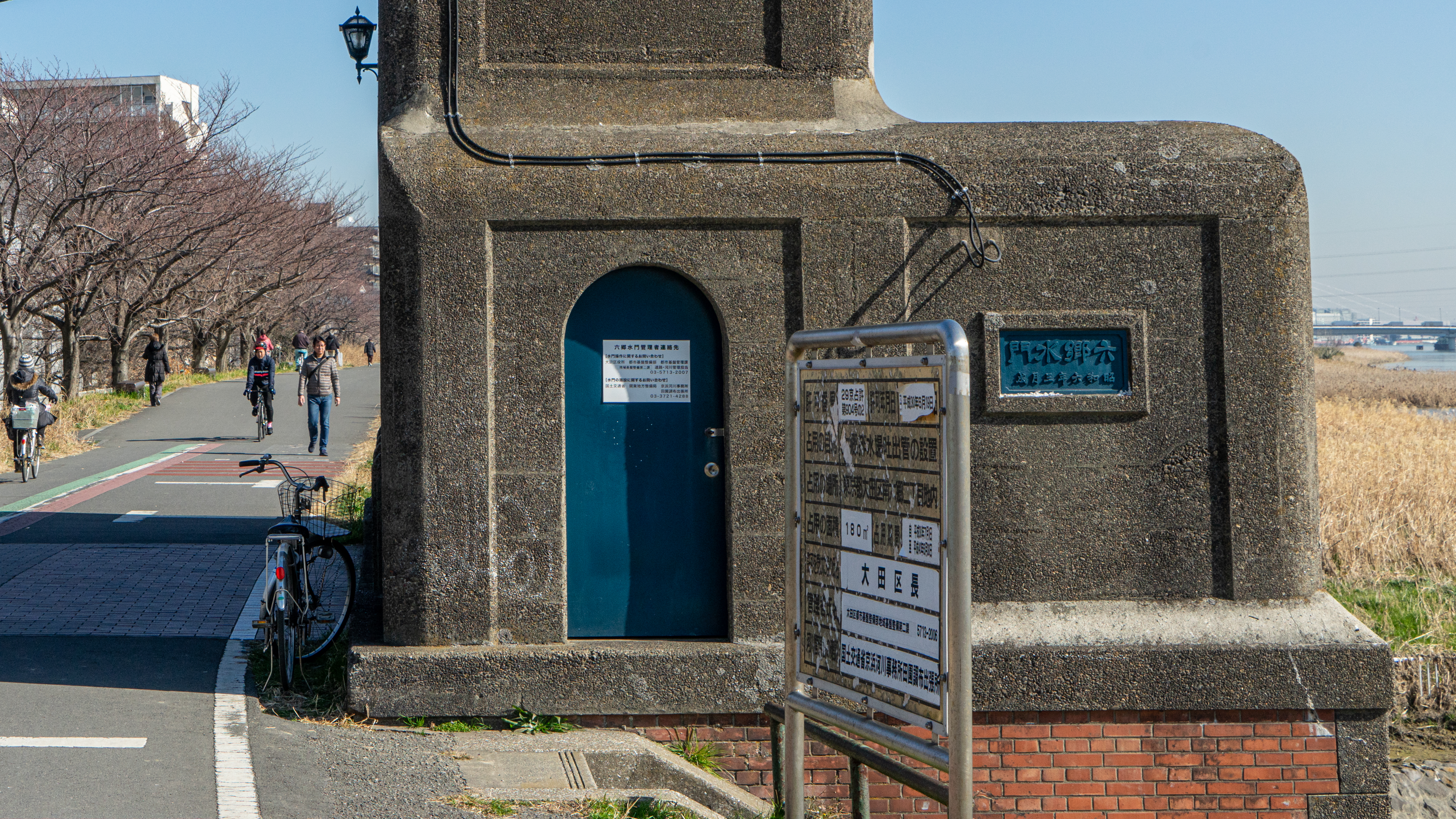
六乡水门侧面的落成牌

## 周边设施
商店街
- 雜色商店街
- 水門通商店街

交通
京濱急行電鐵
 本線   杂色站（KK-18）

## 登场作品
- 星合之空 - 以大田区南六乡及周边区域为主要舞台的原创动画，剧中六乡水门作为标志性场景多次出现。